# Craterul Gosses Bluff

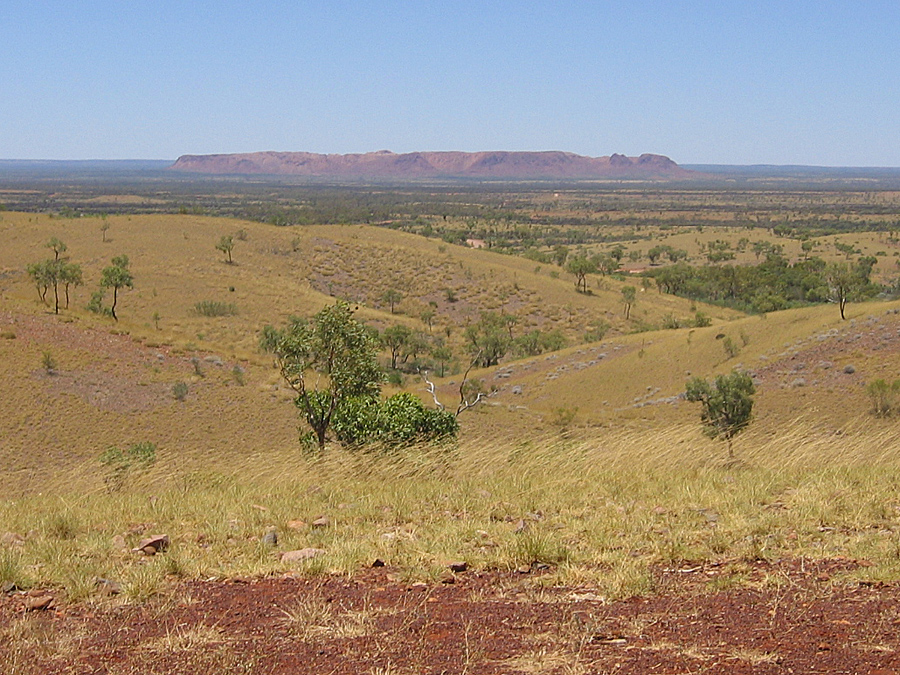
Gosse Bluff dinspre nord, la aproximativ 30 kilometri distanță

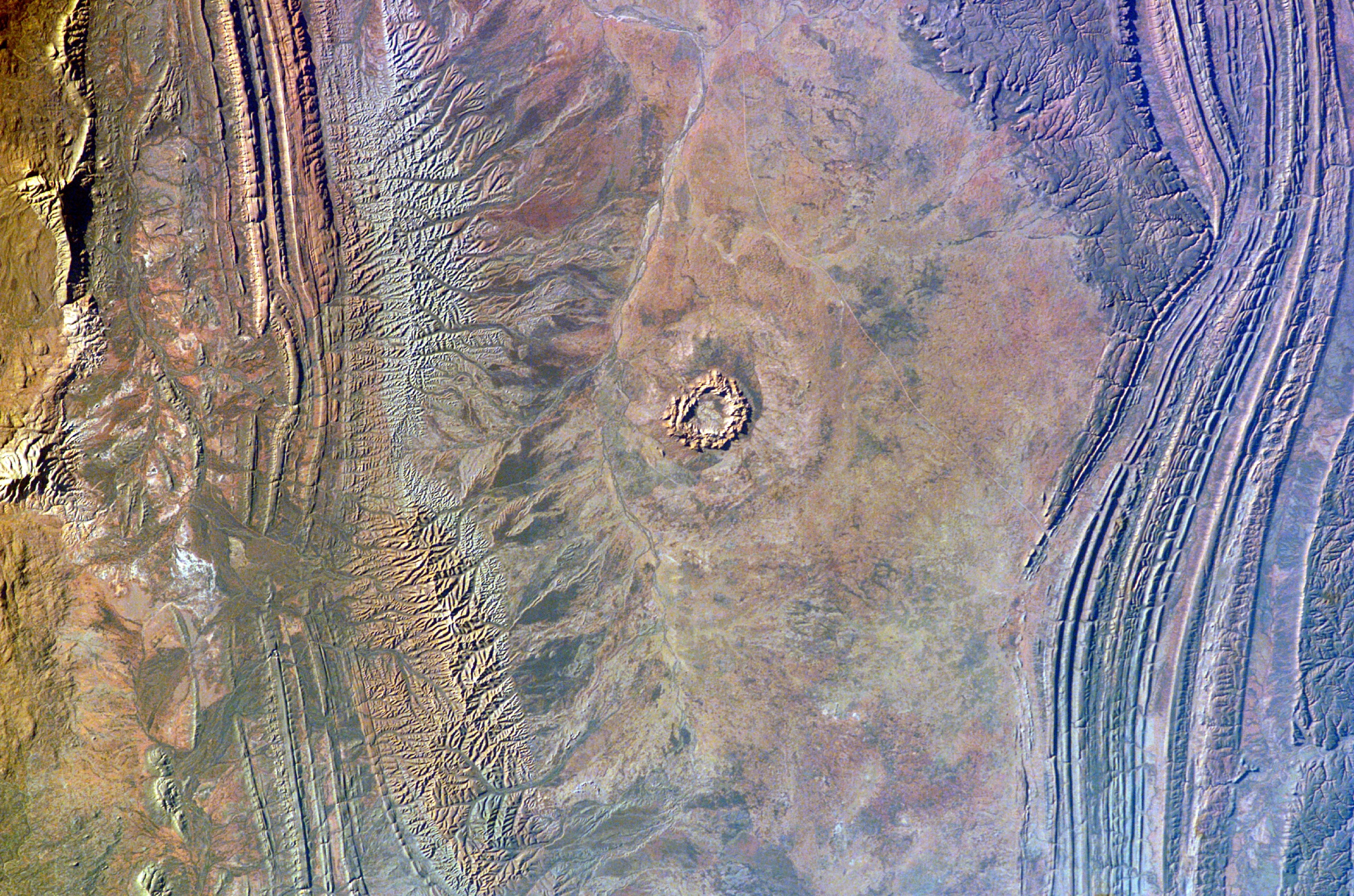
Gosses Bluff fotografiat de pe Staţia Spaţială Internaţională.

Gosses Bluff (Gosse's Bluff) este un crater de impact meteoritic erodat. Acesta se află în sudul Teritoritoriului de Nord, aproape de centrul Australiei la aproximativ 175 km vest de Alice Springs și la aproximativ 212 km nord-est de Uluru. 

## Date generale
Craterul original se crede că a fost format de impactul cu un meteorit sau cometă acum 
aproximativ 142,5 ± 0,8 milioane ani, în Cretacicul timpuriu, foarte aproape de granița Jurasic - Cretacic. Craterul original a fost estimat la aproximativ 22 km în diametru, dar acesta a fost erodat. Astăzi cei 5 km în diametru, și ridicătura de 180 m a craterului, acum expus, sunt rămășițele erodate ale zonei centrale a craterului original. Originea sa extraterestră a fost propusă pentru prima dată în anii 1960 deoarece existau dovezi puternice care veneau de la conurile distruse.